# Anthomyia subvittata
Anthomyia subvittata este o specie de muște din genul Anthomyia, familia Anthomyiidae. A fost descrisă pentru prima dată de Gaspard Auguste Brullé în anul 1833.
Este endemică în Grecia. Conform Catalogue of Life specia Anthomyia subvittata nu are subspecii cunoscute.